# Komoryn
Komoryn (tamilski: கன்னியாகுமரி, ang. Kanyakumari, daw. Comorin Cape) – miasto w okręgu Kanyakumari w stanie Tamilnadu i jednocześnie najdalej na południe wysunięta część Półwyspu Indyjskiego – przylądek Komoryn. 

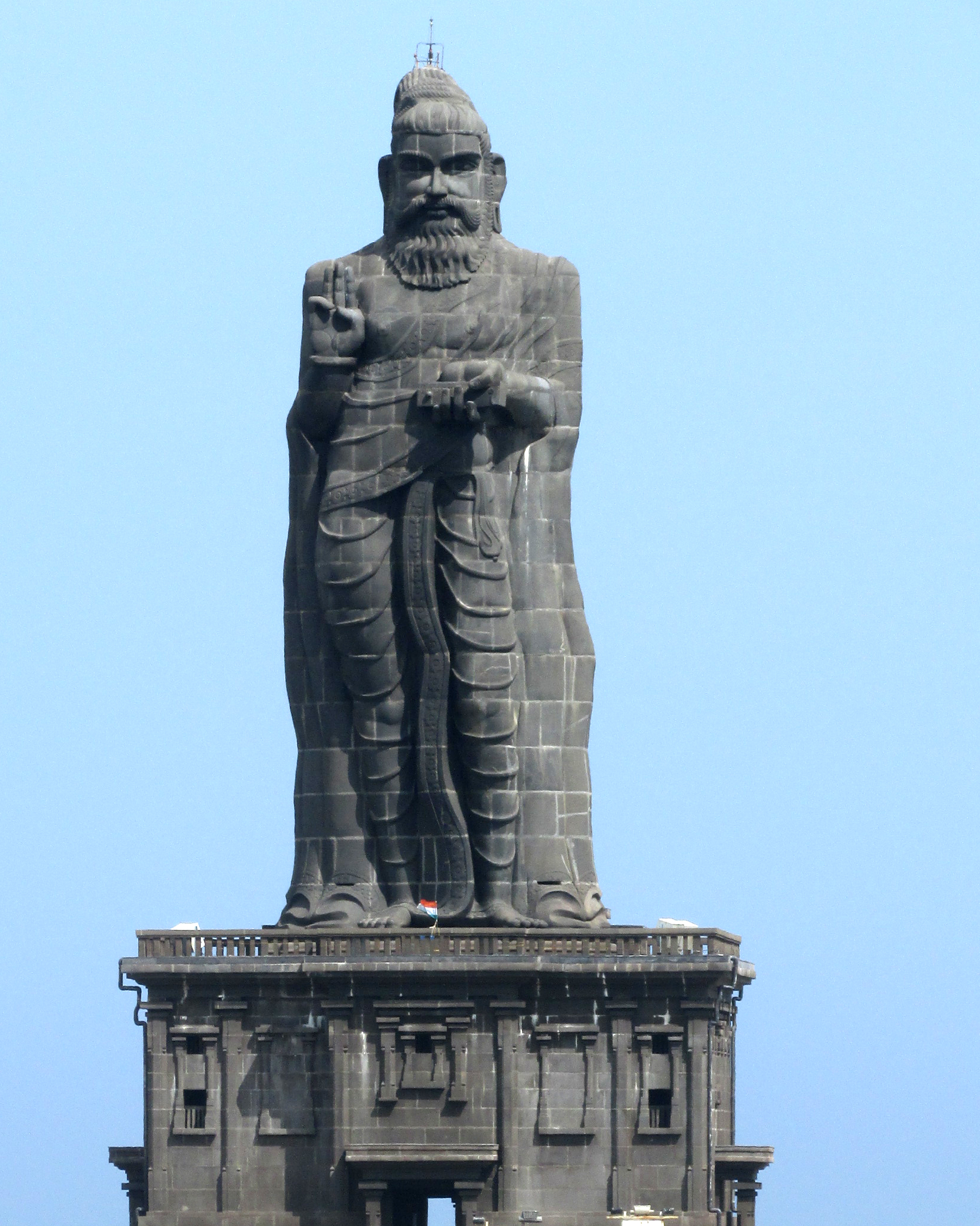
Pomnik Thiruvalluvara

Komoryn oddalony jest o 22 km od stolicy okręgu – Nagercoil i 85 km od Thiruvananthapuram, stolicy Kerali. Często odwiedzany przez indyjskich turystów, znajduje się tam Pomnik Thiruvalluvara.